# Johannes Radebe
Johannes Radebe (Sasolburg, Estado Libre de Orange, 27 de abril de 1987) es un bailarín de salón y coreógrafo sudafricano, más conocido por ser uno de los bailarines profesionales en el programa británico de baile Strictly Come Dancing de la BBC.

## Primeros años
Radebe nació en Zamdela, Estado Libre de Orange, Sudáfrica. Su padre, que trabajaba para Coca-Cola, se separó de la madre de Radebe cuando éste aún iba a la escuela.
Él y su hermana asistieron a una escuela de danza de su localidad. A los 13 años, se marchó de casa para vivir con una pareja de entrenadores de danza en la provincia de Gauteng, y cursó estudios secundarios en el suburbio de Ennerdale, en Johannesburgo. Mientras vivía en Johannesburgo, pasó algún tiempo sin hogar, durmiendo en el estudio de danza donde trabajaba o en la parte trasera de los taxis.

## Carrera

### Principios de carrera
Radebe comenzó su carrera como profesor de danza en Johannesburgo, antes de pasar siete años bailando en cruceros. Ha ganado dos veces el campeonato sudafricano de baile latino profesional y ha sido tres veces campeón sudafricano de baile latino amateur.
Fue bailarín profesional en la séptima temporada de la versión sudafricana de Strictly Come Dancing de SABC 3 en 2014, llegando a la final con la cantante LeAnne Dlamini y quedando en el tercer puesto. También compitió como bailarín profesional en la primera temporada de la versión sudafricana de Dancing with the Stars de M-Net en 2018 junto a la jugadora profesional de netball Vanes-Mari du Toit, llegando ambos hasta la semifinal y ubicándose en el cuarto puesto. Posteriormente, se unió al elenco itinerante del espectáculo de danza Burn the Floor.

### Strictly Come Dancing
En 2016, Radebe se unió al elenco del programa de televisión británico Strictly Come Dancing como bailarín de refuerzo desde la decimosexta temporada. Al siguiente año fue promovido como bailarín profesional formando pareja con la actriz Catherine Tyldesley para la decimoséptima temporada, siendo la quinta pareja eliminada de la competencia y quedando en el undécimo puesto. Fue emparejado con la actriz y presentadora Caroline Quentin en la decimoctava temporada, con quien quedó en el octavo puesto al llegar hasta la quinta semana. Para la decimonovena temporada tuvo como pareja al panadero y presentador John Whaite, formando parte de la primera pareja masculina del mismo sexo en la historia del programa, con ambos logrando llegar hasta la final y terminando como subcampeones detrás de los ganadores Rose Ayling-Ellis y Giovanni Pernice. Se le asignó como pareja a la comediante, actriz y presentadora Ellie Taylor para la vigésima temporada, posicionándose en el séptimo puesto al ser eliminados en la décima semana. Tuvo como pareja para la vigesimoprimera temporada a la tenista y presentadora Annabel Croft, logrando ser semifinalistas y finalizando en el cuarto puesto. Formó pareja en la vigesimosegunda temporada con la multideportista olímpica y estrella de Gladiators, Montell Douglas, siendo la décima pareja eliminada y alcanzando la sexta posición.
| Temporada | Pareja              | Puesto | Promedio |
| --------- | ------------------- | ------ | -------- |
| 17        | Catherine Tyldesley | 11.º   | 25.50    |
| 18        | Caroline Quentin    | 8.º    | 29.07    |
| 19        | John Whaite         | 2.º    | 35.81    |
| 20        | Ellie Taylor        | 7.º    | 27.50    |
| 21        | Annabel Croft       | 4.º    | 30.76    |
| 22        | Montell Douglas     | 6.º    | 33.27    |

- Temporada 17 con Catherine Tyldesley

| Semana | Baile / Canción                                 | Puntajes de los jueces | Puntajes de los jueces | Puntajes de los jueces | Puntajes de los jueces | Resultado       |
| Semana | Baile / Canción                                 | C. R.                  | M. M.                  | S. B.                  | B. T.                  | Resultado       |
| ------ | ----------------------------------------------- | ---------------------- | ---------------------- | ---------------------- | ---------------------- | --------------- |
| 1      | Vals vienés / «I Got You Babe»                  | 5                      | 5                      | 5                      | 5                      | Sin eliminación |
| 2      | Samba / «Let the Groove Get In»                 | 4                      | 5                      | 5                      | 5                      | Salvados        |
| 3      | Rumba / «Shallow»                               | 8                      | 8                      | 8                      | 8                      | Salvados        |
| 4      | Charlestón / «Single Ladies (Put a Ring on It)» | 6                      | 8                      | 8                      | 8                      | Salvados        |
| 5      | Tango / «Little Bird»                           | 6                      | 7                      | 7                      | 8                      | Salvados        |
| 6      | Chachachá / «Scared of the Dark»                | 6                      | 6                      | 5                      | 7                      | Eliminados      |

- Temporada 18 con Caroline Quentin

| Semana                                                               | Baile / Canción                            | Puntajes de los jueces | Puntajes de los jueces | Puntajes de los jueces | Resultado       |
| Semana                                                               | Baile / Canción                            | C. R.                  | S. B.                  | M. M.                  | Resultado       |
| -------------------------------------------------------------------- | ------------------------------------------ | ---------------------- | ---------------------- | ---------------------- | --------------- |
| 1                                                                    | American smooth / «Morning Train (9 to 5)» | 7                      | 7                      | 7                      | Sin eliminación |
| 2                                                                    | Pasodoble / «El gato montés»               | 7                      | 7                      | 7                      | Salvados        |
| 3                                                                    | Jazz / «Everything's Coming Up Roses»      | 6                      | 7                      | 8                      | Salvados        |
| 4                                                                    | Vals / «With You I'm Born Again»           | 7                      | 7                      | 81                     | Salvados        |
| 5                                                                    | Chachachá / «Rescue Me»                    | 8                      | 8                      | 81                     | Eliminados      |
| 1Puntaje dado por el juez invitado Anton du Beke en lugar de Mabuse. |                                            |                        |                        |                        |                 |

- Temporada 19 con John Whaite

| Semana | Baile / Canción                                      | Puntajes de los jueces | Puntajes de los jueces | Puntajes de los jueces | Puntajes de los jueces | Resultado       |
| Semana | Baile / Canción                                      | C. R.                  | M. M.                  | S. B.                  | A. D.                  | Resultado       |
| --- | ---------------------------------------------------- | ---------------------- | ---------------------- | ---------------------- | ---------------------- | --------------- |
| 1 | Tango / «Blue Monday»                                | 7                      | 7                      | 8                      | 8                      | Sin eliminación |
| 2 | Chachachá / «Starstruck»                             | 8                      | 8                      | 8                      | 7                      | Salvados        |
| 3 | Pasodoble / «He's a Pirate»                          | 9                      | 10                     | 10                     | 10                     | Salvados        |
| 4 | American smooth / «I Knew You Were Waiting (For Me)» | 6                      | 7                      | 8                      | 8                      | Salvados        |
| 5 | Charlestón / «Milord»                                | 9                      | 9                      | 10                     | 10                     | Salvados        |
| 6 | Quickstep / «Bad Moon Rising»                        | 8                      | 8                      | 9                      | 8                      | Salvados        |
| 7 | Rumba / «Shape of My Heart»                          | 8                      | 8                      | 10                     | 9                      | Salvados        |
| 8 | Samba / «Acuyuyé»                                    | 9                      | 10                     | 10                     | 9                      | Salvados        |
| 9 | Vals vienés / «Chim Chim Cher-ee»                    | 81                     | 8                      | 8                      | 8                      | Salvados        |
| 10 | Tango argentino / «The 5th»                          | 9                      | 102                    | 10                     | 10                     | Salvados        |
| 11 | Salsa / «We Are Family»                              | 7                      | 8                      | 8                      | 9                      | Salvados        |
| 12 (Semifinal) | Contemporáneo / «Hometown Glory»                     | 9                      | 10                     | 10                     | 10                     | Dos últimos     |
| 12 (Semifinal) | Jive / «Higher Power»                                | 9                      | 10                     | 10                     | 10                     | Dos últimos     |
| 13 (Final) | Rumba / «Shape of My Heart»                          | 9                      | 10                     | 10                     | 10                     | Segundo puesto  |
| 13 (Final) | Pasodoble / «He's a Pirate»                          | 10                     | 10                     | 10                     | 10                     | Segundo puesto  |
| 13 (Final) | Showdance / «You've Got the Love»                    | 10                     | 10                     | 10                     | 10                     | Segundo puesto  |
| 1Puntaje dado por la juez invitada Cynthia Erivo en lugar de Revel Horwood. 2Puntaje dado por la juez invitada Cynthia Erivo en lugar de Mabuse. |                                                      |                        |                        |                        |                        |                 |

- Temporada 20 con Ellie Taylor

| Semana | Baile / Canción                                       | Puntajes de los jueces | Puntajes de los jueces | Puntajes de los jueces | Puntajes de los jueces | Resultado       |
| Semana | Baile / Canción                                       | C. R.                  | M. M.                  | S. B.                  | A. D.                  | Resultado       |
| ------ | ----------------------------------------------------- | ---------------------- | ---------------------- | ---------------------- | ---------------------- | --------------- |
| 1      | Quickstep / «I Am What I Am»                          | 6                      | 7                      | 7                      | 8                      | Sin eliminación |
| 2      | Pasodoble / «Les Toreadors»                           | 4                      | 7                      | 5                      | 7                      | Salvados        |
| 3      | Chachachá / «The Shoop Shoop Song (It's in His Kiss)» | 4                      | 6                      | 5                      | 6                      | Salvados        |
| 4      | Vals vienés / «Boom Bang-a-Bang»                      | 7                      | 8                      | 7                      | 8                      | Salvados        |
| 5      | Tango / «Casualty Theme»                              | 7                      | 7                      | 7                      | 8                      | Salvados        |
| 6      | Urbano / «I Put a Spell on You»                       | 8                      | 9                      | 9                      | 9                      | Salvados        |
| 7      | Rumba / «Alone»                                       | 3                      | 7                      | 5                      | 7                      | Salvados        |
| 8      | Charlestón / «Friendship»                             | 7                      | 8                      | 8                      | 8                      | Salvados        |
| 9      | American smooth / «You're My World»                   | 7                      | 8                      | 8                      | 8                      | Salvados        |
| 10     | Jive / «Brown Eyed Girl»                              | 5                      | 7                      | 6                      | 7                      | Eliminados      |

- Temporada 21 con Annabel Croft

| Semana         | Baile / Canción                                               | Puntajes de los jueces | Puntajes de los jueces | Puntajes de los jueces | Puntajes de los jueces | Resultado       |
| Semana         | Baile / Canción                                               | C. R.                  | M. M.                  | S. B.                  | A. D.                  | Resultado       |
| -------------- | ------------------------------------------------------------- | ---------------------- | ---------------------- | ---------------------- | ---------------------- | --------------- |
| 1              | Chachachá / «Uptown Girl»                                     | 7                      | 7                      | 7                      | 7                      | Sin eliminación |
| 2              | Quickstep / «Walking on Sunshine»                             | 4                      | 6                      | 6                      | 6                      | Salvados        |
| 3              | Vals / «Moon River»                                           | 8                      | 8                      | 7                      | 7                      | Salvados        |
| 4              | Jive / «Feel It Still»                                        | 7                      | 7                      | 7                      | 8                      | Salvados        |
| 5              | Charlestón / «Ladies' Night»                                  | 5                      | 7                      | 7                      | 8                      | Salvados        |
| 6              | Tango / «Need You Tonight»                                    | 7                      | 7                      | 7                      | 8                      | Salvados        |
| 7              | Contemporáneo / «Wings»                                       | 8                      | 9                      | 9                      | 9                      | Salvados        |
| 8              | Samba / «Whenever, Wherever»                                  | 7                      | 8                      | 8                      | 8                      | Salvados        |
| 9              | American smooth / «Unchained Melody»                          | 8                      | 9                      | 9                      | 9                      | Salvados        |
| 10             | Pasodoble / «España cañí»                                     | 8                      | 9                      | 9                      | 10                     | Salvados        |
| 11             | Foxtrot / «For Good»                                          | 8                      | 8                      | 8                      | 9                      | Sin eliminación |
| 12 (Semifinal) | Salsa / «You'll Be Mine (Party Time)»                         | 8                      | 8                      | 8                      | 8                      | Eliminados      |
| 12 (Semifinal) | Vals vienés / «Please, Please, Please Let Me Get What I Want» | 8                      | 8                      | 8                      | 9                      | Eliminados      |

- Temporada 22 con Montell Douglas

| Semana | Baile / Canción                                       | Puntajes de los jueces | Puntajes de los jueces | Puntajes de los jueces | Puntajes de los jueces | Resultado       |
| Semana | Baile / Canción                                       | C. R.                  | M. M.                  | S. B.                  | A. D.                  | Resultado       |
| ------ | ----------------------------------------------------- | ---------------------- | ---------------------- | ---------------------- | ---------------------- | --------------- |
| 1      | Foxtrot / «Is You Is or Is You Ain't My Baby»         | 6                      | 7                      | 6                      | 7                      | Sin eliminación |
| 2      | Samba / «Fuego»                                       | 8                      | 7                      | 7                      | 8                      | Salvados        |
| 3      | Tango / «One Night Only»                              | 7                      | 7                      | 7                      | 7                      | Salvados        |
| 4      | Vals vienés / «Nobody Gets Me»                        | 8                      | 8                      | 8                      | 9                      | Salvados        |
| 5      | Jazz / «Skeleton Move»                                | 9                      | 10                     | 10                     | 10                     | Salvados        |
| 6      | Chachachá / «Love Potion No. 9»                       | 9                      | 9                      | 9                      | 8                      | Salvados        |
| 7      | Vals / «I Will Always Love You»                       | 8                      | 9                      | 9                      | 9                      | Dos últimos     |
| 8      | Pasodoble / «Lola's Theme»                            | 9                      | 9                      | 9                      | 9                      | Salvados        |
| 9      | Salsa / «Don't Leave Me This Way»                     | 8                      | 9                      | 9                      | 9                      | Dos últimos     |
| 10     | Quickstep / «Get Happy»                               | 8                      | 10                     | 9                      | 10                     | Dos últimos     |
| 10     | Maratón de Samba / «Samba» & «La vida es un carnaval» | 5 puntos extra         | 5 puntos extra         | 5 puntos extra         | 5 puntos extra         | Dos últimos     |
| 11     | Rumba / «I'm Here»                                    | 7                      | 8                      | 8                      | 9                      | Eliminados      |

### Otros proyectos
Radebe participó en la gira nacional Strictly Come Dancing Live! de 2019 a 2022 como parte del cuerpo de baile profesional para números grupales de baile y bailando junto a su expareja de baile John Whaite en el último año.
En 2021, fue anunciado como concursante de Celebrity MasterChef.
En 2022, coreografió el musical temático del West End en la primera temporada de RuPaul's Drag Race: UK Versus the World. En diciembre de 2022, fue concursante en el especial navideño de famosos del programa de la BBC, The Great British Sewing Bee, el cual ganó.
En 2024, apareció en el episodio de Doctor Who, «The Devil's Chord», junto a Shirley Ballas en un número de canto y baile con Ncuti Gatwa como el Decimoquinto Doctor.

## Vida personal
Radebe es gay y ha hablado del acoso homófobo que sufrió de niño. También ha hablado de cómo su raza y clase social contaban en su contra a la hora de competir en concursos de bailes de salón cuando era joven.